# Temnocidaris
Temnocidaris is een geslacht van uitgestorven zee-egels uit de familie Cidaridae, die leefden tijdens het Laat-Krijt.

## Beschrijving
Deze zee-egels hadden een bijna bolronde schaal, die was samengesteld uit vijf gepaarde rijen interambulacrale platen, elk bezet met een in het oog springende knobbel, waarop zich grote spoelvormige stekels bevonden met een ruw en stekelig oppervlak en uit vijf gepaarde, smalle ambulacrale rijen met een kronkelig verloop. De normale diameter bedroeg ongeveer 4,5 cm.

## Leefwijze
Vertegenwoordigers van dit omnivore geslacht bewoonden de bodem van open zeeën.